# ホスフィン
ホスフィン (英: phosphine) は、分子式 PH3 で表される、リンと水素による無機化合物。リン化水素（リンかすいそ、英: hydrogen phosphide）、水素化リン (英: phosphorus hydride)とも呼ばれる。IUPAC組織名はホスファン (英: phosphane) である。「ホスフィン」は、PH3 を母化合物とする有機化合物 R3P の総称でもある。半導体製造のドーピングガスの原料であり、ケイ素をn形にする場合や、InGaP（インジウムガリウムリン）などといった半導体を製造するときにも用いる。
常温では無色腐魚臭の可燃性気体で、常温の空気中で酸素と反応して自然発火する。極めて毒性が強く（許容量 0.3 ppm）、吸入すると肺水腫や昏睡状態に陥り、死に至る。融点 -134 ℃、沸点 -87.8 ℃、密度 1.379 g/L (気体, 25 ℃)。日本ではその強い毒性から、毒物及び劇物取締法において、医薬用外毒物の指定を受けている。
アンモニアと同様に、強酸性媒体中で水素イオンを受け取りホスホニウムイオン {\displaystyle {\ce {PH4{}^+}}} となる塩基としての作用を持つが、アンモニアと比べて弱塩基であり、水溶液中では水分子から水素イオンを受け取り水酸化物イオン OH- を放出する作用は極めて弱い。
{\displaystyle {\ce {H2O + PH3 <=> PH4^+ + OH^-}}},　　　{\displaystyle {\mbox{p}}K_{b}=26\,}

## 生成方法
- 二リン化三カルシウムに水を加える反応による。

{\displaystyle {\ce {Ca3P2 + 6H2O -> 3Ca(OH)2 + 2PH3}}}

## 有機リン化合物
有機化学では、リン化水素の誘導体で、一般式が RR'R''P （R, R', R'' は H または有機基）と表される一連の有機リン化合物群を指してホスフィンと呼ぶ。詳細は項目: 有機リン化合物#ホスフィン を参照のこと。

## 惑星レベルにおける生成
ホスフィンは、地球の大気中にわずかに存在する。しかし直接リン酸塩をホスフィンに還元する強力な還元剤はこれまで見つかっておらず、部分的な還元と不均化による有機物の分解によって、生物学的に生成されると考えられる。
ホスフィンは、木星の乱気流中にも存在する。木星のホスフィンは、高温な惑星内部で生成され、大気中で別の化合物と反応している。ホスフィンを非生物学的に合成するには、木星のようなガスジャイアントの惑星級の対流嵐を必要とする。
金星の大気中でもホスフィンが検出されたとする論文があるが、金星は木星ほどの高温高圧環境になく、どうやって生成されるのかについては不明である。さらに、このホスフィンの検出報告については、別の複数の研究者グループから疑義が呈されている。同じ観測データを異なるグループが独立して再解析したところホスフィンの特徴は統計的に有意な水準では検出されず、先の報告は誤検出の可能性が高いとの指摘がなされている
。